# Lesley Stahl

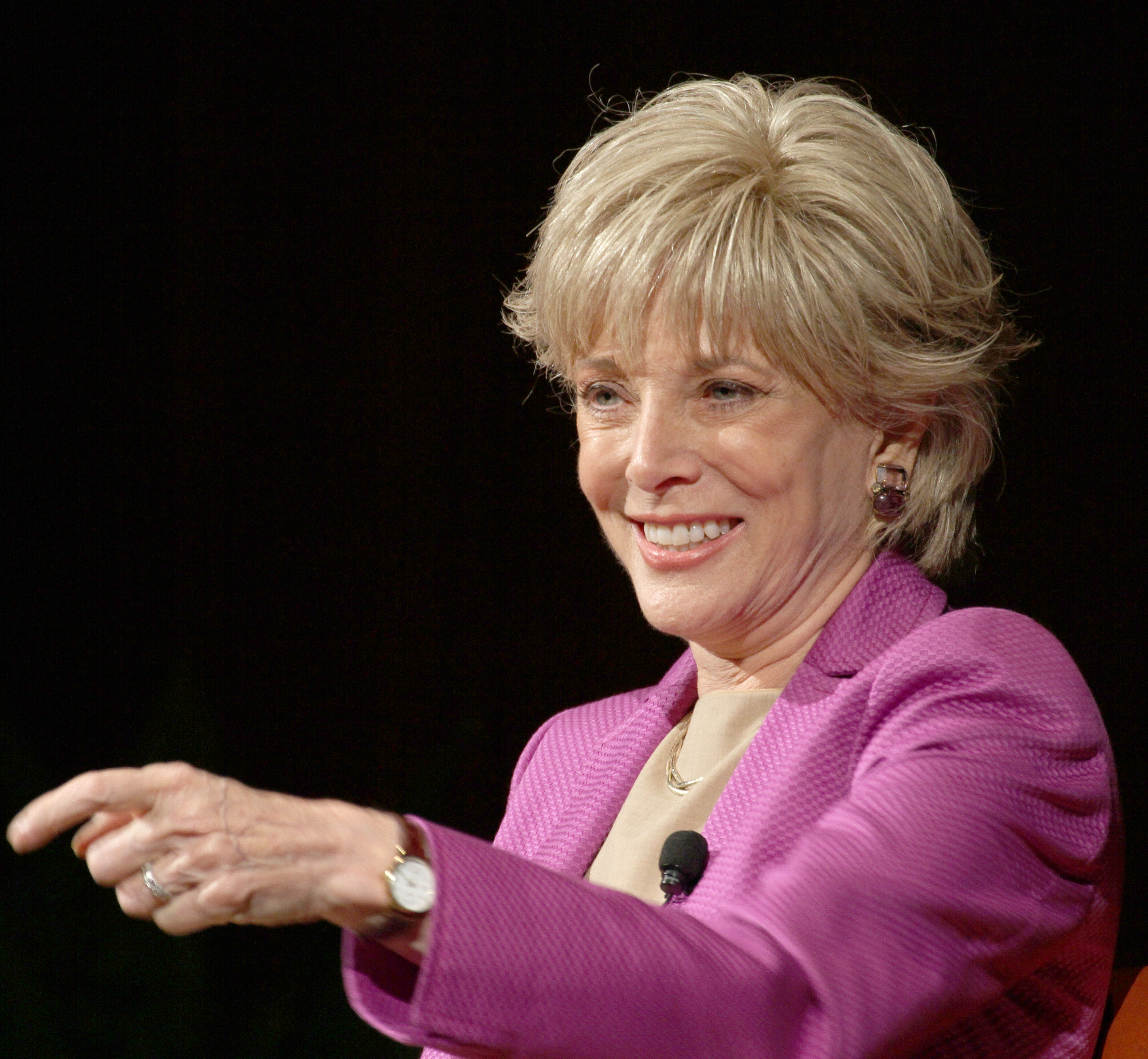
Lesley Stahl (2010)

Lesley R. Stahl (* 16. Dezember 1941 in Lynn, Massachusetts) ist eine US-amerikanische TV-Journalistin. Sie arbeitet seit 1991 für die CBS-Nachrichtensendung 60 Minutes.

## Leben

### Karriere
Direkt nachdem Stahl das Wheaton College abgeschlossen hatte, startete ihre Karriere mit der Berichterstattung über die Watergate-Affäre. Während der US-Präsidentschaften von Jimmy Carter, Ronald Reagan und George H. W. Bush arbeitete sie für CBS als Korrespondentin des Weißen Hauses. Stahl war Moderatorin der Sendung Face the Nation von September 1983 bis Mai 1991 und von 2002 bis 2004. Sie war zudem Gastgeberin der Sendung 48 Hours.
2002 machte Stahl indirekt Schlagzeilen, als Al Gore in ihrer 60-Minutes-Sendung bekannt gab, 2004 nicht noch einmal als Präsidentschaftskandidat zu kandidieren. Im Oktober 2007 brach Nicolas Sarkozy ein Interview mit Stahl ab, weil sie darauf bestanden hatte, ihn zu seinen Eheproblemen zu befragen.
Als Katie Couric 2006 von CBS News für ein Jahresgehalt von 15 Millionen US-Dollar eingestellt wurde, wurde Stahl „gebeten“, auf 500.000 US-Dollar ihres 1,8-Millionen-US-Dollar-Gehaltes zu verzichten. Sie kam der Bitte ihres Arbeitgebers nicht nach.

### Privates
1977 heiratete Stahl den Journalisten Aaron Latham. Sie leben gemeinsam in New York City. Als im Januar 2008 in ihr Appartement eingebrochen wurde, verschwanden Juwelen und elektronische Geräte im Wert von mehr als 100.000 US$.